# 小行星4169
小行星4169（4169 Celsius）是一颗绕太阳运转的小行星，为主小行星带小行星。该小行星于1980年3月16日发现。

## 轨道参数
小行星4169的轨道半长轴为3.3939666 UA，离心率为0.173。